# Rhyssa crevieri
Rhyssa crevieri är en stekelart som först beskrevs av Léon Abel Provancher 1880.  Rhyssa crevieri ingår i släktet Rhyssa och familjen brokparasitsteklar. Inga underarter finns listade i Catalogue of Life.